# Maksym Skorupski
Maksym Skorupski (ps. Maks; ur. 29 listopada 1912 w Antonówce na Wołyniu, zm. 11 grudnia 1985 w Trenton w USA) – sierżant UPA, dowódca kurenia, który dokonał zbrodni w Podkamieniu.